# Lazarus Antal
Lazarus Antal (1886 – ?)  gépészmérnök, repülőgép szerkesztő és építő.

## Életpálya
A magyar motoros repülés a Rákosmezőn indult meg. Elsők között telepedett meg a fa hangárvárosba. A repülés egyik neves magyar úttörője.
Hefty Frigyes és Valyon Ferenc közreműködésével épített monoplánja, Minár Gyula pilóta közreműködésével 1913-ban végzett kísérleti repülést. A gép egy közel párhuzamos szárnyú, borított háromszögletű törzzsel és 24 lóerős (LE) Anzani motorral készült. A motort Kvasz András adta kölcsön.
Munkásságát egy csapással tette tönkre az 1914-ben kitört első világháború, mely lezárta a magyar repülés hőskorát.